# ボブ・モンゴメリー
ボブ・モンゴメリー（Bob Montgomery 、1937年5月12日 - 2014年12月4日）はアメリカ合衆国の歌手・歌書き・プロデューサー。 

## 伝記
1937年5月12日、テキサス州ランパサスに生まれる。
バディー・ホリーの親友・共作者で、高校時代「バディーとボブ」として演奏していた。後にロカビリーに発展するブルーグラス音楽をやっていた。
1949年、テキサス州ラバックのハッチンソン中学でホリーに出会う。学園祭・地元のラジオで共演。モンゴメリーがリード、ホリーがハモリだった。ラジオ局KDAVで番組を始める 。
1955年10月14日、ホリーとともにビル・ヘイリーと共演。 そこでエディー・クランドールというマネージャーがホリーに目をつけデッカでデビューさせる。
モンゴメリーはホリーの"Heartbeat", "Wishing","Love's Made a Fool of You" を共作。
後に「20分で書いた」「ミスティー・ブルー」(Misty Blue)がドロシー・ムーアのバージョンで1976年に大ヒットした。20年後、1996年に映画『フェノミナン』のサントラに収録され、1998年にモニカやメアリーJブライジがカバーした。同曲はもともとはエラ・フィッツジェラルドが1968年に、まったく違うアレンジで歌い、アルバム・タイトル・トラックにしていたものであった。
パッツィー・クラインの "Back in Baby's Arms"も書いた。
2014年12月4日、ミズーリ州リーズ・サミットで死去。享年77。

## 参照
1. 1 2  “Texas Music History Online – The Crickets”.   Center for Texas Music History, Texas State University-San Marcos. 2010年7月25日閲覧。
2. ↑  “Bob Montgomery and Buddy Holly”. 2010年9月11日時点のオリジナルよりアーカイブ。2010年7月25日閲覧。
3. ↑  “Buddy Holly Timeline: 1936 to 1956”.   Buddy Holly Center, City of Lubbock. 2010年7月25日閲覧。
4. ↑  “Bob Montgomery, songwriter, producer and childhood friend of Buddy Holly, dies at 77”.   The Washington Post. 2015年1月20日閲覧。